# Joseph Jules Dejerine
Joseph Jules Dejerine (Ginebra, 3 de agosto de 1849-París, 26 de febrero de 1917) fue un neurólogo suizo, el primero en identificar qué zonas del cerebro intervienen en la lectura, y pionero en el estudio de la alexia.

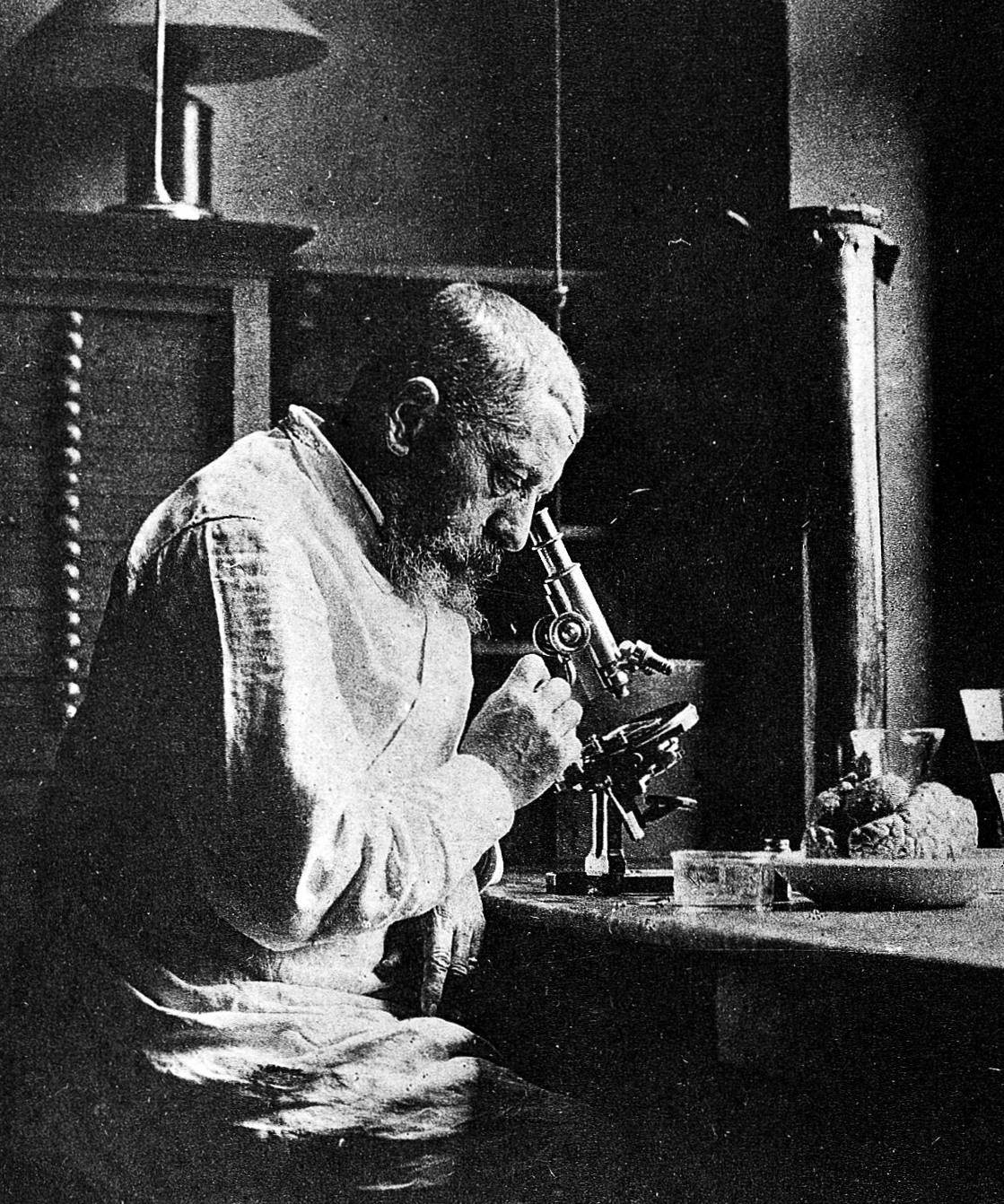
Joseph Jules Dejerine

Tras trabajar como voluntario en un hospital durante la Guerra franco-prusiana, en 1871 emprende sus estudios de medicina en París. En 1886, obtiene una plaza como professeur agrégé y se dedica plenamente a la neurología. En 1895, comienza a trabajar en el  Hôpital Salpêtrière y en 1901 obtiene la cátedra de la Historia de la medicina, y en 1911, la de neurología en la Université de Paris.
Es pionero en el estudio de la alexia tras describir, en 1881, el caso de un paciente quien, tras sufrir un accidente cerebrovascular, queda sin poder leer ni escribir, y cuya autópsia posterior revela una lesión en circunvolución angular del hemisferio izquierdo y con trastornos afásicos.
En 1888 se casa con su alumna Augusta Marie Klumpke.

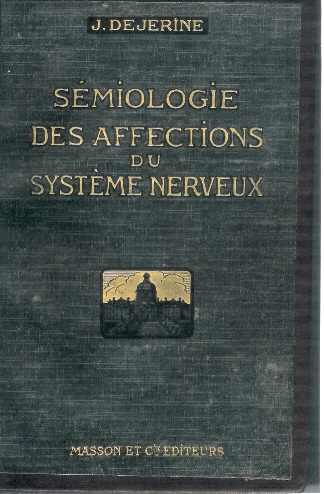
J. Dejerine: Sémiologie des affections du système nerveux, 1914

## Publicaciones
- Recherches sur les lésions du système nerveux dans la paralysie ascendante aiguë. París, 1879.[2]
- L'héredité dans les maladies du système nerveux. París, 1886
- Anatomie des centres nerveux, con Augusta Marie Dejerine-Klumpke. París, 1895 and 1901
- Traité des maladies de la moëlle épinière, con André Thomas. París, 1902
- Sémiologie des affections du système nerveux, con Augusta Marie Dejerine-Klumpke. París, 1914.[3]